# Liste der Baudenkmale in Baltrum
In der Liste der Baudenkmale in Baltrum sind alle Baudenkmale der  niedersächsischen Inselgemeinde Baltrum im Landkreis Aurich aufgelistet. Die Quelle der  Baudenkmale ist der Denkmalatlas Niedersachsen. Der Stand der Liste ist der 11. Januar 2021.

## Allgemein
In den Spalten befinden sich folgende Informationen:
- Lage: die Adresse des Baudenkmales und die geographischen Koordinaten. Kartenansicht, um Koordinaten zu setzen. In der Kartenansicht sind Baudenkmale ohne Koordinaten mit einem roten Marker dargestellt und können in der Karte gesetzt werden. Baudenkmale ohne Bild sind mit einem blauen Marker gekennzeichnet, Baudenkmale mit Bild mit einem grünen Marker.
- Bezeichnung: Bezeichnung des Baudenkmales
- Beschreibung: die Beschreibung des Baudenkmales. Unter § 3 Abs. 2 NDSchG werden Einzeldenkmale und unter § 3 Abs. 3 NDSchG Gruppen baulicher Anlagen und deren Bestandteile ausgewiesen.
- ID: die Objekt-ID des Baudenkmales
- Bild: ein Bild des Baudenkmales, ggf. zusätzlich mit einem Link zu weiteren Fotos des Baudenkmals im Medienarchiv Wikimedia Commons. Wenn man auf das Kamerasymbol klickt, können Fotos zu Baudenkmalen aus dieser Liste hochgeladen werden:

## Baltrum

### Einzelbaudenkmale
| Lage                                                | Bezeichnung              | Beschreibung | ID       | Bild           |
| --------------------------------------------------- | ------------------------ | --- | -------- | -------------- |
| Südwestspitze der Insel 53° 43′ 32″ N, 7° 21′ 47″ O | Deichbefestigung         | Der historische Wellenbrecher befindet sich an der Südwestflanke der Insel zwischen Westkopf und Hafen. Die etwa 300 Meter lange Holzkonstruktion ist das Teilstück einer Küstenschutzanlage, die zwischen 1883 und 1889 den gesamten Westkopf der Insel umspannte und sicherte. Die Anlage besteht aus abgestützten Pfählen und Kanthölzern, die bei Sturmfluten als Wellenbrecher dienen. Anlagen dieser Art wurden auch auf den anderen ostfriesischen Inseln eingesetzt, jedoch hat sich dieses Bauprinzip nicht bewährt. Der Westkopf Baltrums wurde daher zwischen 1921 und 1928 durch eine massive Betonkonstruktion mit s-förmigem Querschnitt ersetzt (ähnlich wie auf Norderney). Nur im nicht so gefährdeten Strandabschnitt zwischen Westkopf und Hafen blieb die ursprüngliche Holzkonstruktion erhalten. In den Jahren 1930/1931 grunderneuert. Im Rahmen von umfangreichen Sanierungsarbeiten am Deckwerk des Westkopfs wurde das noch vorhandene Pfahlschutzwerk 2008 erneut instand gesetzt. | 34635095 | Weitere Bilder |
| Westdorf 5 53° 43′ 40″ N, 7° 21′ 59″ O              | Wohn-/Wirtschaftsgebäude | | 34635117 | BW             |
| Westdorf 6 53° 43′ 39″ N, 7° 22′ 0″ O               | Wohn-/Wirtschaftsgebäude | | 34635142 | BW             |
| Westdorf 8 53° 43′ 40″ N, 7° 22′ 2″ O               | Kirche                   | Alte Inselkirche Baltrum, ev. | 34635167 | Weitere Bilder |
| Westdorf 21 53° 43′ 42″ N, 7° 22′ 7″ O              | Wohn-/Wirtschaftsgebäude | | 34635239 | BW             |
| Westdorf 53° 43′ 44″ N, 7° 22′ 14″ O                | Pavillon                 | | 34635343 | BW             |
| Westdorf 25 53° 43′ 42″ N, 7° 22′ 14″ O             | Gulfhaus                 | | 34635265 | BW             |
| Westdorf 18 53° 43′ 36″ N, 7° 22′ 12″ O             | Wohn-/Wirtschaftsgebäude | Museum Altes Zollhaus | 34635215 |                |
| Westdorf 34 53° 43′ 43″ N, 7° 22′ 29″ O             | Kirche                   | St. Nikolaus Kirche, kath. | 34635319 | Weitere Bilder |
| Ostdorf 31 53° 43′ 31″ N, 7° 23′ 21″ O              | Wohn-/Wirtschaftsgebäude | | 34635011 |                |
| Ostdorf 39 53° 43′ 31″ N, 7° 23′ 24″ O              | Wohn-/Wirtschaftsgebäude | | 34635053 |                |
| Ostdorf 39 a 53° 43′ 32″ N, 7° 23′ 25″ O            | Wohnhaus                 | | 34635074 |                |